# دریاچه بارانی

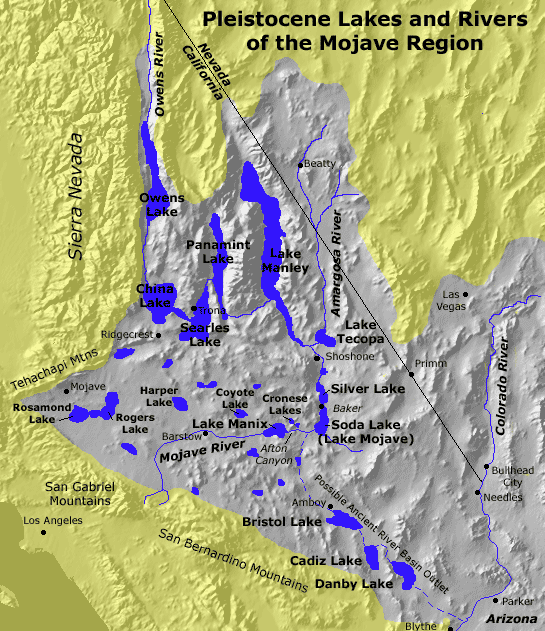
دریاچه‌ها و رودهای بارانی دوره پلیستوسن در بیابان موهاوی

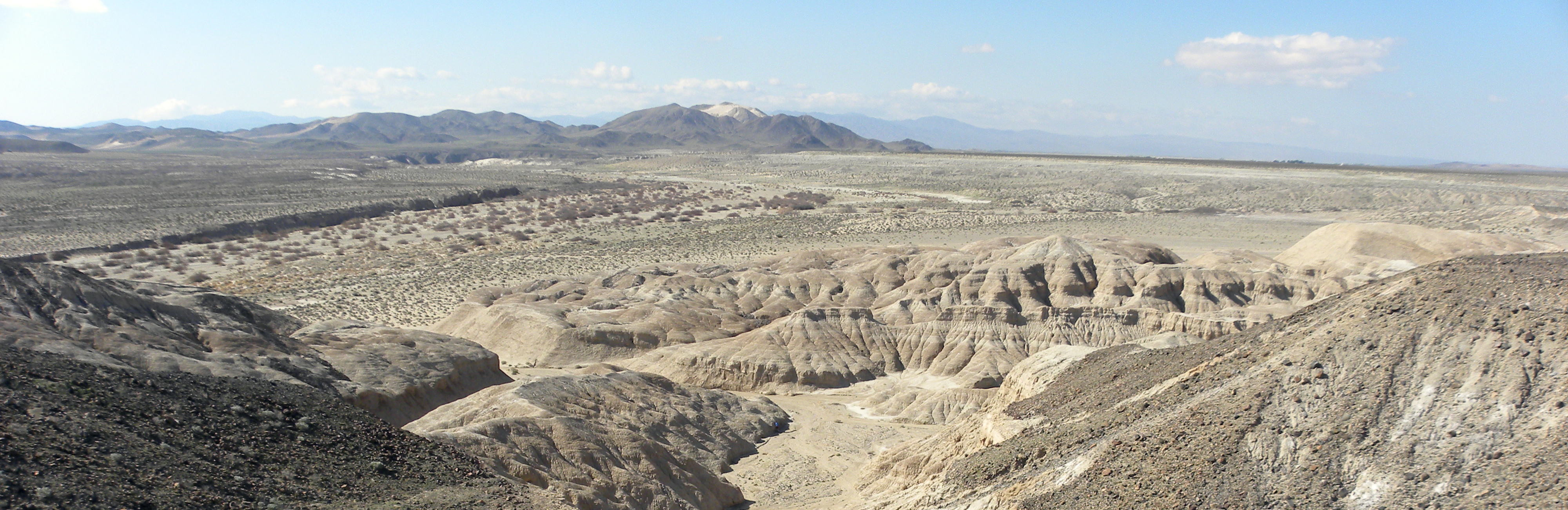
رسوبات دریاچه بارانی مانیکس (پلیستوسن) در بیابان موهاوی در نزدیکی بارستو، کالیفرنیا.

دریاچه‌های بارانی عصر یخبندان در غرب ایالات متحده آمریکا.

دریاچه بارانی یا دریاچه پلوویال (انگلیسی: Pluvial lake) به یک حوضه بسته گفته می‌شود که طی دوره‌های یخبندان که میزان بارش بالاتر از مقدار کنونی بوده، با آب باران پر شده است. آن دسته از دریاچه‌های بارانی که از آن زمان تبخیر و خشک شده‌اند را دریاچه‌های دیرینه می‌نامند.
واژه پلوویال از کلمه لاتین pluvia به معنی باران گرفته شده است.

## زمین‌شناسی
دریاچه‌های بارانی نشان‌دهنده تغییرات چرخه آب‌شناسی است. چرخه‌های مرطوب باعث به‌وجود آمدن دریاچه‌های بزرگ شده و چرخه‌های خشک باعث خشک‌شدن دریاچه‌ها و به‌جا ماندن دشت‌های وسیع و هموار شده است (مانند دشت کویر در ایران). تجمع رسوبات نیز نشان‌دهنده تغییر در سطح آب است. طی دوره‌های یخچالی، زمانی که سطح آب نسبتاً بالا بوده، رسوبات گل ته‌نشین شده و نهشته‌گذاری صورت گرفته است. وجود نهشته‌های نمکی نشان‌دهنده آب و هوای خشک و تبخیر از سطح دریاچه‌ها در دوره‌های میان‌یخچالی است.
طی دوره یخچالی اواخر پلیستوسن چندین دریاچه یخچالی در جنوب غربی ایالات متحده آمریکا شکل گرفته است. دریاچه بونویل در غرب یوتا یکی از این دریاچه‌ها بوده که مساحتی در حدود ۴۹٬۰۰۰ کیلومتر مربع را می‌پوشانده است. این دریاچه در بیشترین سطح آب خود حدود ۳۰۰ متر بالاتر از دریاچه نمک یوتا بوده است.

## شکل‌گیری
در زمانی که هوای گرم از مناطق خشک با هوای سرد مناطق یخچالی برخورد می‌کند، هوای ابری، سرد و مرطوب تشکیل می‌شود. این نوع اقلیم مرطوب طی آخرین دوره یخچالی در آمریکای شمالی وجود داشته و باعث افزایش بارندگی نسبت به تبخیر شده است. افزایش بارندگی باعث پر شدن حوضه‌های زهکشی و پدید آمدن دریاچه شده است.
طی دوره‌های میان‌یخچالی آب و هوا دوباره خشک شده و باعث تبخیر و خشک‌شدن این دریاچه‌ها گردیده است.